# Полынов, Матвей Фёдорович
Матве́й Фёдорович Полы́нов (род. 25 февраля 1956, дер. Старая Потьма, Мордовская АССР) — российский историк, доктор исторических наук, профессор кафедры Новейшей истории России в Институте истории Петербургского университета.

## Биография
Родился в деревне Старая Потьма (ныне в Краснослободском районе Мордовии).
В 1980 году с отличием окончил исторический факультет Ленинградского университета по специальности историк-преподаватель; в 1981‒1984 годы — стажёр-исследователь и аспирант ЛГУ по кафедре истории советского общества.
В 1985‒1995 годы преподавал в Ленинградском механическом институте (с 1992 — БГТУ «Военмех») (ассистент, затем старший преподаватель, с 1992 — доцент).
В 1999 году окончил докторантуру по кафедре Новейшей истории Петербургского университета. С сентября 1999 года — профессор кафедры русской истории, с 2001 — профессор кафедры Новейшей истории России исторического факультета (Института истории) Петербургского университета. Подготовил более 10 лекционных курсов по истории России XX в., социально-экономическому и политическому развитию России во второй половине 1980-х ‒ 1990-х гг. В сфере его профессиональных интересов проблемы внешней политики и национальной безопасности России в XX веке, история промышленности, участие России в мировых войнах и локальных военных конфликтах, экономическая история России в XX веке. Также подготовил специальные курсы: «История Перестройки в СССР», «Исторические предпосылки Перестройки в СССР», «Советский Союз от Брежнева до Горбачева: развитие, кризис, исторический финал», «СССР, Россия в период радикальных реформ. 1985—2000 гг.»

## Научная деятельность
В 1984 году защитил кандидатскую («Рост культурно-технического уровня рабочего класса Мордовской АССР в 1959‒1975 гг.»; научный руководитель — профессор В. А. Овсянкин), в 1999 — докторскую диссертацию («Российские рабочие в 1985—1995 годы. Основные тенденции социального развития [на материалах Санкт-Петербурга и Ленинградской области]»).
Основные направления исследований — история России XX—XXI вв.: история российской промышленности, проблемы внешней политики России, предпосылки перестройки в СССР, становление рыночных отношений в России в 1990-е гг., социально-экономическая история России второй половины XX—XXI веков.
В числе его учеников А. А. Андреев (диссертация на тему «Россия и Казахстан в 1990-е гг.: опыт сотрудничества»), Д. А. Гаврин («Российская промышленность в период радикальных экономических реформ в 1990-х гг.»), А. Ю. Комарков («Военно-морской ленд-лиз для СССР в годы Великой Отечественной войны [1941‒1945 гг.]»), Д.В. Шевченко(Ленсовет-Петросовет ХХI созыва: Образование и деятельность, 1990-1993 гг.).
Автор более 100 научных работ, в которых в научный оборот введено большое количество архивных материалов, официальных документов и материалов, данных периодических источников, статистических материалов.

### Основные работы
Книги
- Российские рабочие во второй половине 80-х ‒ первой половине 90-х годов: Проблемы и тенденции социального развития (на матер. С.-Петербурга и Ленингр. обл.). — СПб.: Нестор, 1998. — 317 с.
- Внешняя политика СССР в период перестройки. — СПб.: СПбГУ, 2001.
- История промышленности России. 1917—2000-е годы: учебно-методическое пособие. СПб.: Изд-во СПбГУ, 2002.
- Исторические предпосылки перестройки в СССР: вторая половина 1940 ‒ первая половина 1980-х гг. — СПб.: Алетейя, 2010. — 511 с.
- Внешняя политика Горбачева. 1985‒1991 гг. — СПб.: Алетейя, 2014. — 504 с.
- Промышленность в России в ХХ‒XXI в. — СПб.: Инфо-да, 2015. — 108 с.
- СССР: от сталинского восстановления к горбачевской перестройке. Вторая половина 1940-х — первая половина 1980-х гг. — СПб.: Алетейя, 2021.

Статьи
- Социальное значение повышения культурно-технического уровня рабочего класса // Рабочий класс СССР — ведущая сила ускорения развития общества: Межвузов. тематич. сб. Л.: изд-во ЛГУ, 1989.
- СССР в годы перестройки (апрель 1985 — август 1991 гг.) // История России. XX век. СПб.: Изд-во Балтийского гос. Тех. ун-та, 1997.
- Рабочие Санкт-Петербурга и Ленинградской области в 1985—1995 годы. Основные тенденции социальных изменений // Петербургские чтения 98-99: Материалы энциклопедической библиотеки. Санкт-Петербург-2003. СПб.: Петерб. ин-т печати, 1999.
- Внешняя политика Горбачева // Журнал «Мост». СПб., 2003. № 54; 55; 56. 1,8 п.л.
- Рыночные реформы в 1990-е годы и их последствия для промышленности России // Вестник Санкт-Петербургского университета. Сер. 2. История. — 2005. — № 1. — С. 78‒90.
- Гонка вооружений как метод изматывания СССР США в годы холодной войны. 1945‒1990 гг. // Вестник Санкт-Петербургского университета. Сер. 2. История. — 2005. — Вып. 3. — С. 92‒103.
- Объективные и субъективные предпосылки перестройки в СССР // Парламентаризм в России. Проблемы и перспективы / под ред. М. В. Ходякова. — СПб., 2006. — С. 239‒248.
- Предпосылки перестройки в СССР (1985‒1995 гг.): внешний фактор // Вестник Санкт-Петербургского университета. Сер. 2. История. — 2006. — Вып. 2. — С. 50‒62.
- Экономические предпосылки перестройки в СССР // Вестник СПбГУ. 2007. Сер. 2. Вып. 3.
- Особенности аграрной политики советского государства в 1950 — первой половине 1980-х годов // Россия в XX веке: проблемы политической, экономической и социальной истории / под ред. М. В. Ходякова. СПб., 2008
- Проблемы и противоречия в развитии национальных отношений в СССР в 1970‒ первой половине 1980-х годов // Общество. Среда. Развитие. — 2008. — № 2. — С. 3‒26.
- Юрий Владимирович Андропов — Генеральный секретарь ЦК КПСС // Общество. Среда. Развитие. 2009. № 2.
- Горбачев и объединение Германии // Новейшая история России. — 2011. — № 1. — С. 201—215.
- Закрытая встреча с большими последствиями: Переговоры М. С. Горбачева и Дж. Буша на Мальте в 1989 году // Общество. Среда. Развитие. — 2011. — № 3. — С. 40‒44.
- М. С. Горбачев и новое политическое мышление: истоки, основные идеи, результаты // Новейшая история России. — 2012. — № 2. — С. 136‒152.
- Советско-американские отношения во внешней политике М. С. Горбачева. 1985—1988 гг. // Тр. / Историч. ф-т Санкт-Петербургского ун-та. — 2013. — № 14. — С. 307‒326.
- Политические кредиты Запада и политические уступки М. С. Горбачева. 1990‒1991 гг. // Тр. / Историч. ф-т Санкт-Петербургского ун-та. — 2015. — Т. 21. — С. 339‒352.

## Комментарии
1. ↑  В должности профессора.